# Jabłonna Lacka (gemeente)
De gemeente Jabłonna Lacka is een landgemeente in het Poolse woiwodschap Mazovië, in powiat Sokołowski.
De zetel van de gemeente is in Jabłonna Lacka.
Op 30 juni 2004 telde de gemeente 5127 inwoners.

## Oppervlakte gegevens
In 2002 bedroeg de totale oppervlakte van gemeente Jabłonna Lacka 149,4 km², waarvan:
- agrarisch gebied: 75%
- bossen: 19%

De gemeente beslaat 13,2% van de totale oppervlakte van de powiat.

## Demografie
Stand op 30 juni 2004:
| Omschrijving                   | Totaal | Totaal | Vrouwen | Vrouwen | Mannen | Mannen |
| ------------------------------ | ------ | ------ | ------- | ------- | ------ | ------ |
| eenheid                        | aantal | %      | aantal  | %       | aantal | %      |
| inwoners                       | 5127   | 100    | 2659    | 51,9    | 2468   | 48,1   |
| bevolkingsdichtheid (inw./km²) | 34,3   | 34,3   | 17,8    | 17,8    | 16,5   | 16,5   |

In 2002 bedroeg het gemiddelde inkomen per inwoner 1318,32 zł.

## Plaatsen en sołectwo
Bujały-Gniewosze, Bujały-Mikosze, Czekanów, Dzierzby Szlacheckie, Dzierzby Włościańskie, Gródek, Gródek-Dwór, Jabłonna-Kolonia, Jabłonna Lacka, Jabłonna Średnia, Krzemień-Wieś, Krzemień-Zagacie, Łuzki, Łuzki-Kolonia, Mołożew-Wieś, Morszków, Niemirki, Nowomodna, Stara Jabłonna, Teofilówka, Toczyski Podborne, Toczyski Średnie, Tończa, Wierzbice-Guzy, Wierzbice-Strupki, Wieska-Wieś, Wirów, Władysławów.

## Aangrenzende gemeenten
Ciechanowiec, Drohiczyn, Perlejewo, Repki, Sabnie, Sterdyń